# Rhederlaag
Rhederlaag is een recreatiegebied in de Nederlandse gemeente Zevenaar. Rondom circa 300 hectare uitgegraven wateroppervlakte grenzend aan de Gelderse IJssel liggen diverse recreatiebedrijven, -organisaties en -voorzieningen. Het gebied ligt in de Liemers, ten zuiden van Rheden en ten noorden van de dorpen Giesbeek en Lathum. Op het schiereiland Riverparc bij Giesbeek is vanaf 1995 een park met vakantiewoningen gebouwd dat later als woonwijk bestempeld werd.

## Ontstaan
Aanvankelijk lagen hier een tweetal grote meanders van de IJssel. Bij de kanalisatie van dit deel van de IJssel is eind jaren zestig de bocht bij Giesbeek en Lathum afgesneden. Een kleinere afsnijding vond enkele jaren later plaats bij De Steeg, in samenhang met de aanleg van een autosnelweg (de huidige A348).
Op diverse plaatsen werd al klei gewonnen voor steenfabrieken, zoals in de Lathumse waard en de Vaalwaard. In 1971 startte de grootschalige zandwinning waardoor in enkele decennia het grootste deel van het gebied onder water kwam te staan. Het zo ontstane Rhederlaag bestaat uit de Lathumse Plas, de Westerplas, de Gieseplas en de Valeplas. Tussen de Valeplas en de Gieseplas is nog een deel van de oude loop van de IJssel te herkennen. De Koninklijke Nederlandsche Heidemaatschappij kwam met plannen om het sterk veranderde rivierlandschap in te richten voor natte recreatie.

## Gebruik
Het door het graven van de zandgaten ontstane gebied wordt uitgebaat door Leisurelands. Behalve voor dagrecreatie is er gelegenheid voor meerdaags verblijf in campings en jachthavens. De Marsweg is de belangrijkste ontsluitingsweg vanuit het dorp Lathum. Vanuit het noorden (Rheden en de Posbank) kunnen wandelaars en fietsers via Rhedens veer over de IJssel op de Marsweg komen. Op het Rhederlaag is een veerverbinding tussen de beide oevers van de grote plas. Door beide pontjes te benutten is fietstocht mogelijk tussen Lathum, Rheden en Giesbeek. Men komt dan langs het natuurgebied Koppenwaard. Dit omvat de restanten van de Lathumsewaard.
In het gebied zijn nog steeds plannen voor verdere zandwinning waardoor het wateroppervlak verder vergroot zal worden. In 2017 hebben gemeente Zevenaar, provincie Gelderland, Leasurelands en ontzander K3 Delta afgesproken dat nog zand mag worden gewonnen op een tweetal locaties.
Rijkswaterstaat begon in 2015 onderzoek naar de mogelijkheid een overnachtingshaven voor de beroepsvaart in de Valeplas te realiseren. Dit heeft geresulteerd in een ontwerp bestaande uit 3 steigers waar 17 binnenvaartschepen aan kunnen afmeren. De planning voor de realisatie van dit ontwerp is nog onbekend.

## Cultuur
Sinds 2010 vindt hier in de zomer het eendaagse sprookjesachtige Dreamfields Festival plaats. Het trok in 2022 ca. 35.000 bezoekers.

## Afbeeldingen

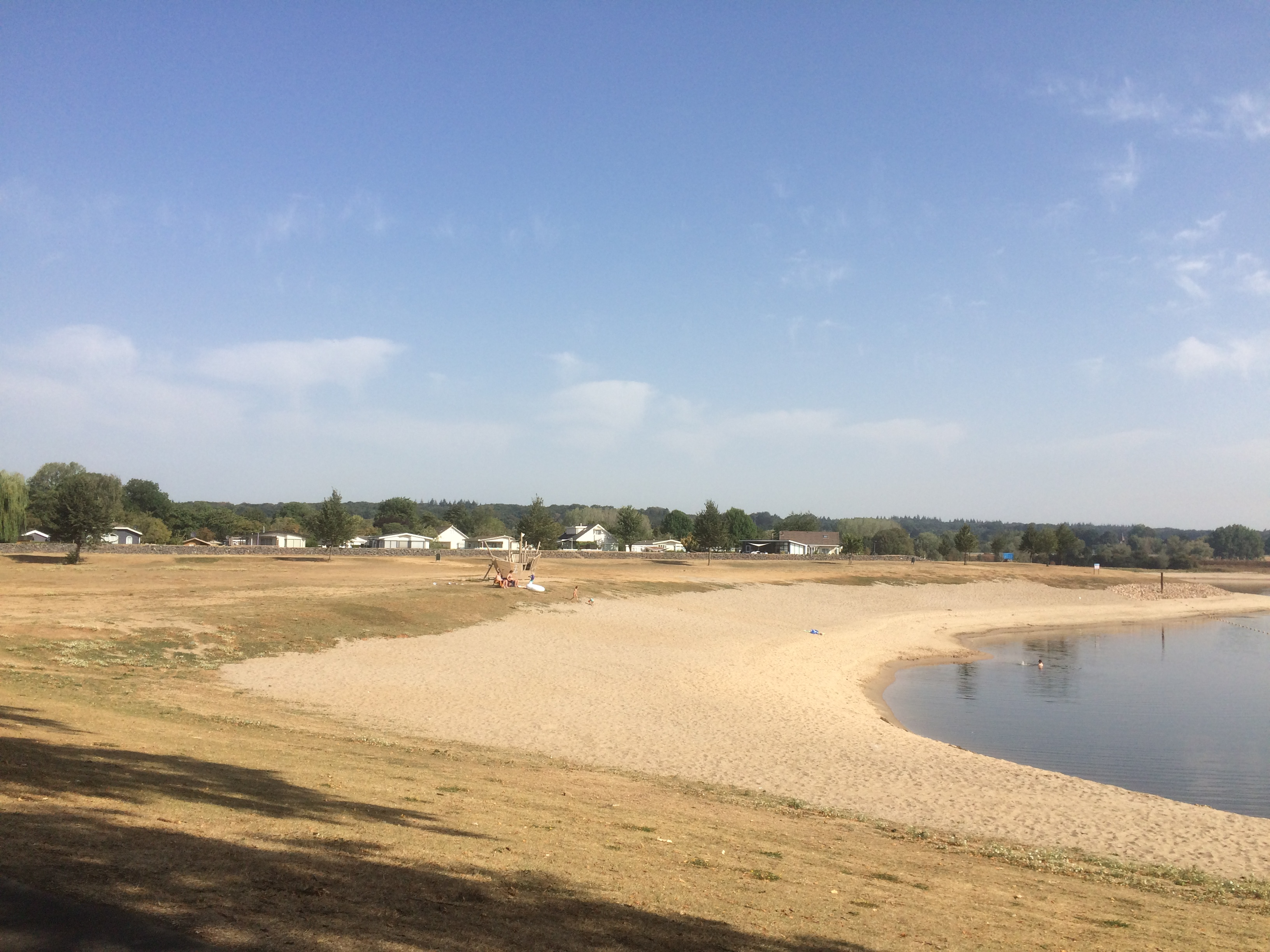
Strand in Rhederlaag
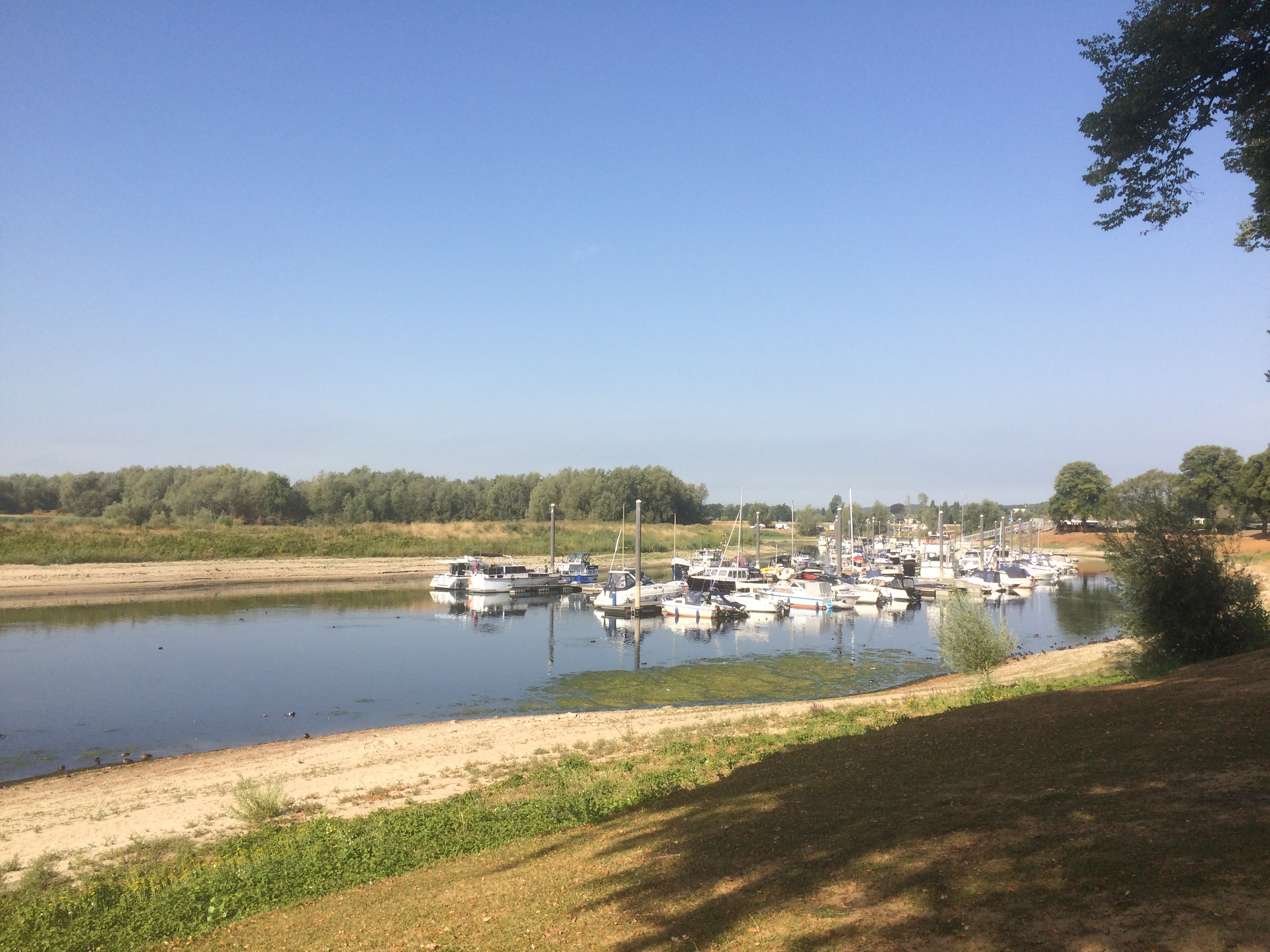
Recreantenhaven in oude IJsselarm Rhederlaag
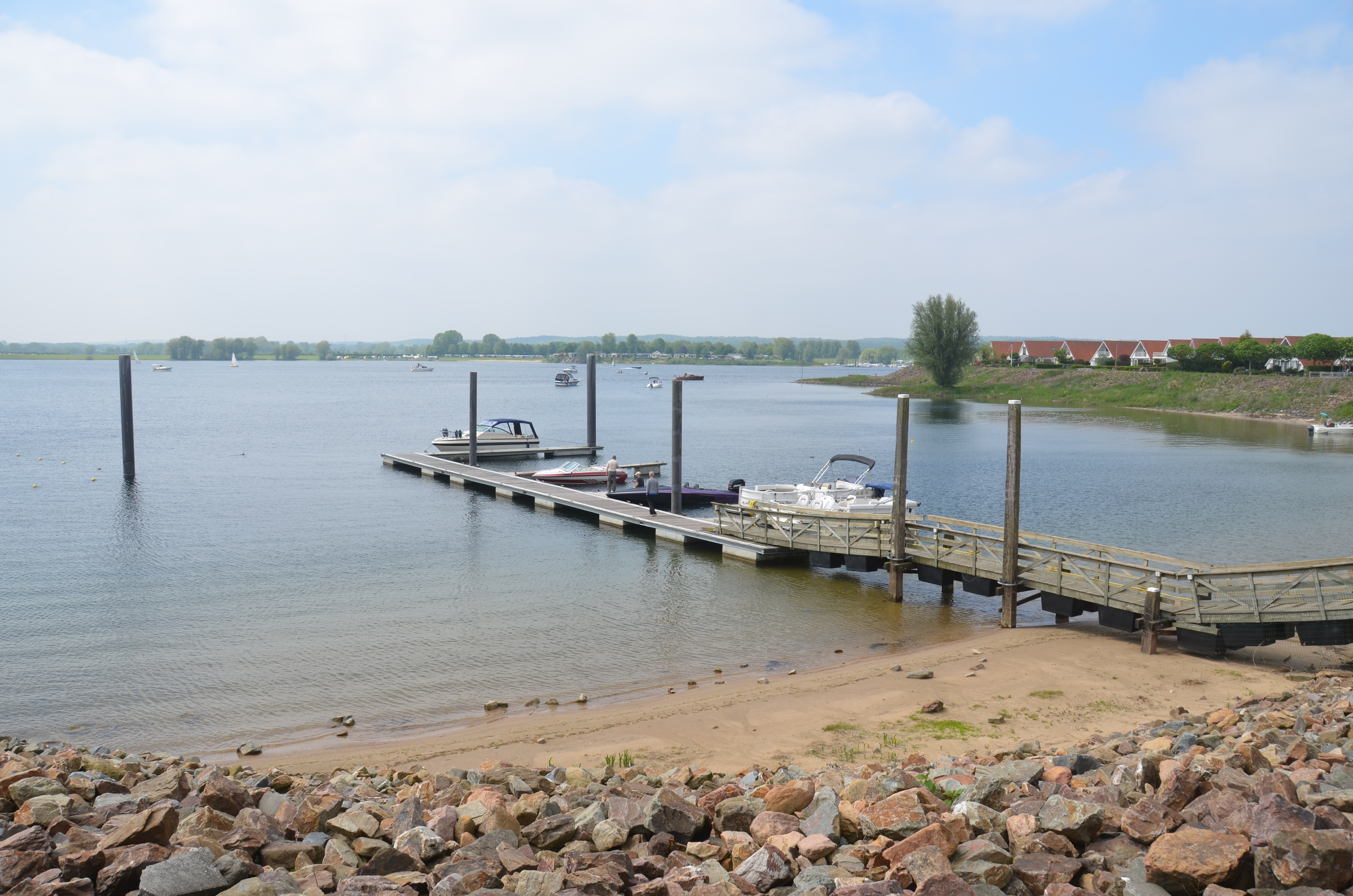
UItzicht op Rhederlaag en de woonwijk Riverparc